# تقويم البلدان (كتاب)
تقويم البلدان هو كتاب من تأليف المؤرخ والجغرافي أبو الفداء، يتناول الكتاب أسماء البلدان وصفاتها ولكن بدون ذكر لخطوط الطول أو العرض، فصار أغلب هذه المدن مجهولة.